# عضلة قطنية صغيرة
العَضَلَةُ القَطَنِيَّةُ الصَّغيرَة أو العضلة القطنية الصغيرة هي عضلة هيكلية طويلة ونحيلة. ليست موجودة عند جميع الناس، لكن عند تواجدها فإنها تقع أمام العضلة القطنية الكبيرة (العَضَلَةُ القَطَنِيَّةُ الكَبيرَة).

## بنية
تنشأ العضلة القطنية الصغيرة [الإنجليزية] من الحزم الرأسية المُدخلة في آخر فقرات صدرية وأول فقرات قطنية. من هناك، يمر لأسفل على الحدود الإنسيّة للالعَضَلَةُ القَطَنِيَّةُ الكَبيرَة ،
ويتم إدخاله في الخط اللامع (innominate line) والسمعة الحرقفيّة [الإنجليزية] بالإضافة إلى ذلك ، فإنه يعلق ويمتد السطح العميق لللفافة الحرقفية [الإنجليزية] وأحيانًا تصل أليافها السفلية إلى الرباط الإربي.
تقع العضلة القطنية الصغرى خلفي جانبي للعَضَلَةُ الحَرْقَفِيَّةُ القَطَنِيَّة.
تحدث الاختلافات ، ومع ذلك ، فإن الإدراج على البروز الحرقفي يمتد أحيانًا إلى في القوس الحرقفي [الإنجليزية].
تستقبل العضلة القطنية الصغرى الدم المؤكسج من الشرايين القطنية الأربعة (أدنى من الشريان تحت الضلع) والفرع القطني من الشريان الحرقفي القطني.

### الإعصاب
يتم تعصب العضلة القطنية الصغرى بواسطة الفروع المباشرة للأعصاب القطنية الشوكية.

### تفاوت (استثناءات)
تعتبر العضلة القطنية الصغرى غير ثابتة وغالبًا ما تكون غائبة، ولا توجد إلا في حوالي 40 ٪ من العينات البشرية التي تمت دراستها. يبلغ متوسط طوله حوالي 24 سم، منها حوالي 7.1 سم عبارة عن نسيج عضلي وحوالي 17 سم عبارة عن وتر.

## وظيفة
العضلة القطنية الصغرى هي عضلة مُثْنِيَةِ في العمود الفقري القطني.

## حيوانات أخرى
توجد العضلة القطنية الصغرى في الثدييات الأخرى، مثل الخيول. في الخيول، يمكن ملامستها أثناء فحوصات المستقيم للتحقق من أسباب آلام الظهر.

## معرض

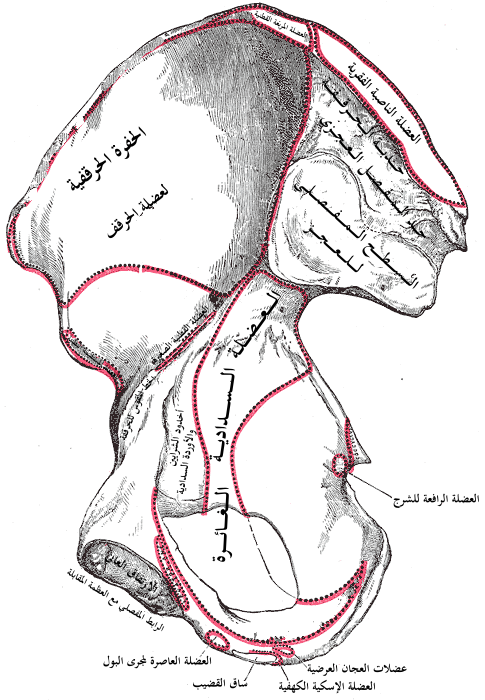
عظم الورك الأيمن، السطح الداخلي.
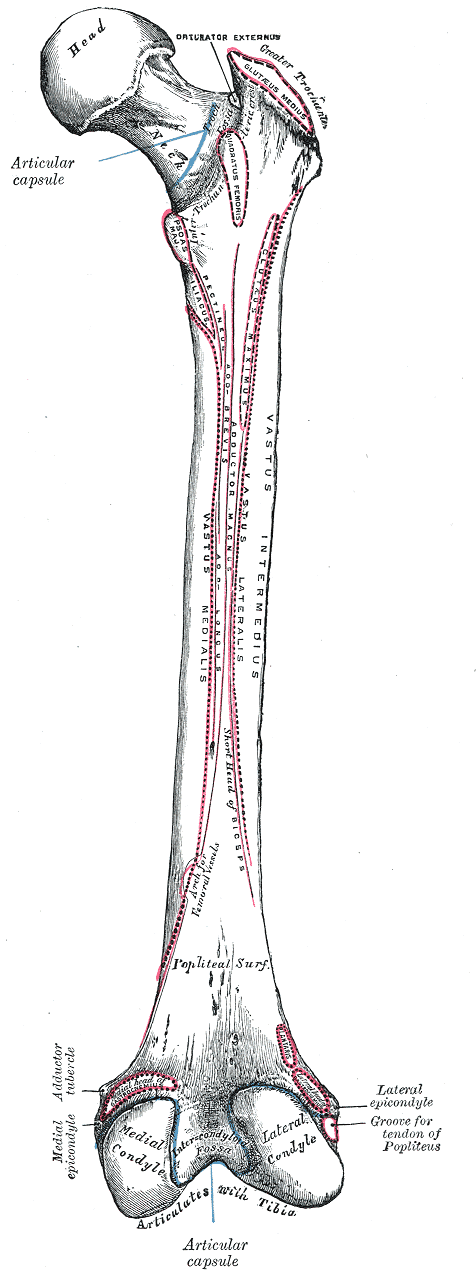
عظم الفخذ الأيمن، السطح الخلفي.
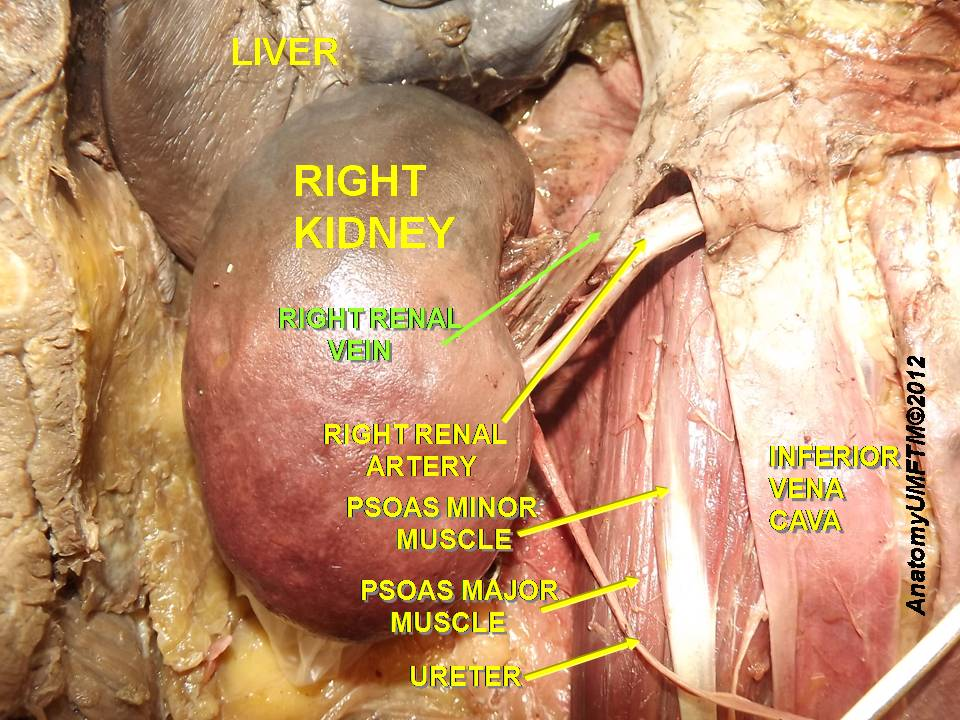
العضلة القطنية الصغيرة.
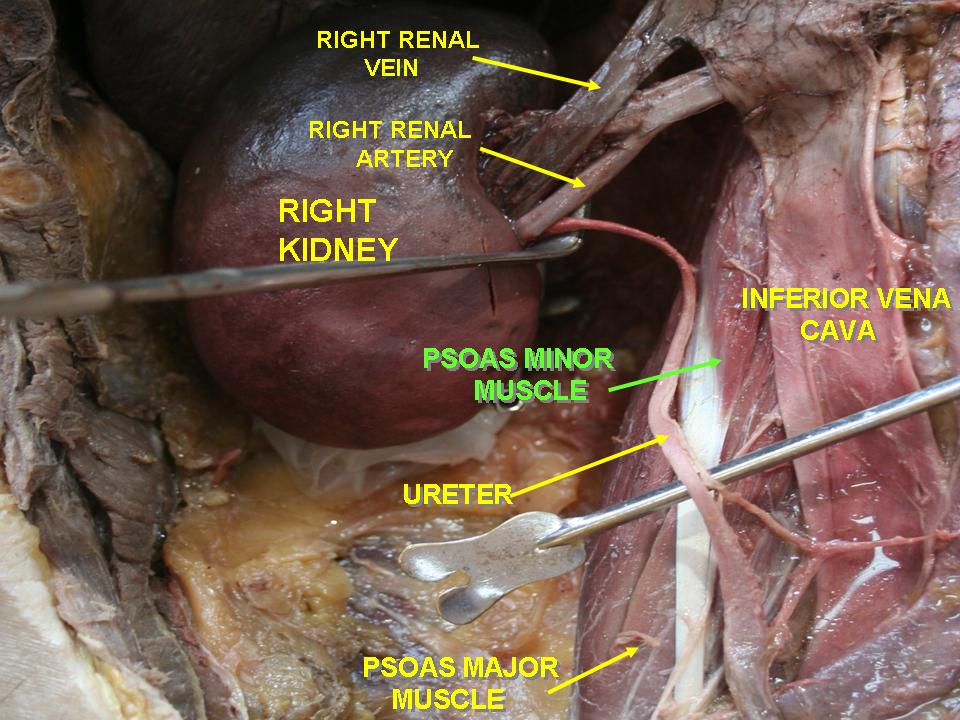
العضلة القطنية الصغيرة.
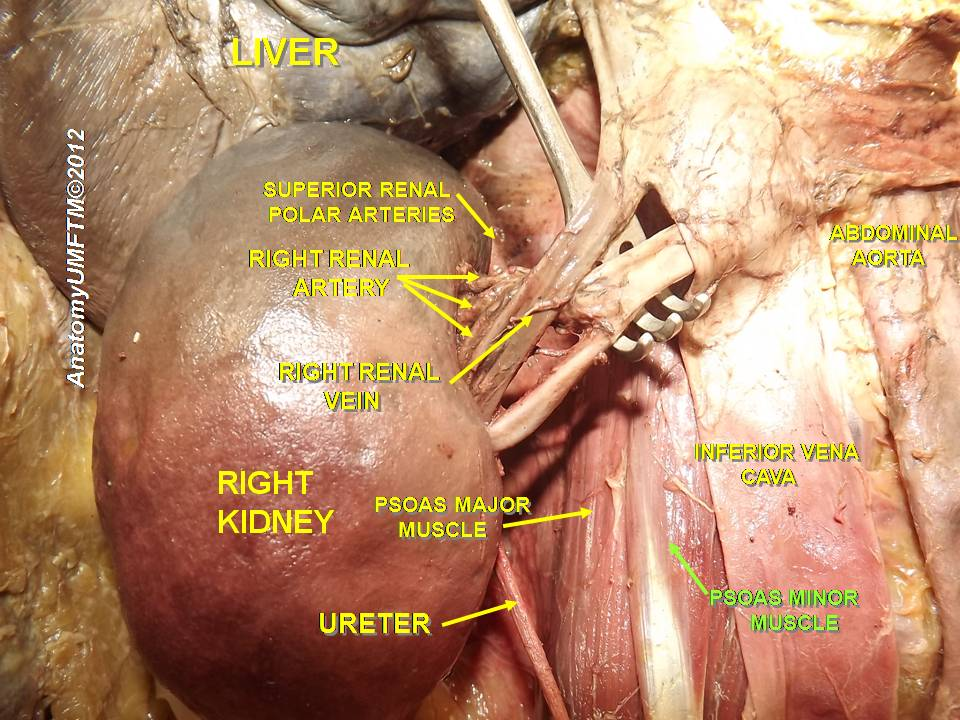
العضلة القطنية الصغيرة.